# Dawid Bartosik
Dawid Bartosik (ur. 22 września 1976 r. we Wrocławiu) - absolwent Wydziału Dziennikarstwa i Nauk Politycznych Uniwersytetu Warszawskiego. Dziennikarz Polskiej Agencji Prasowej w latach 1998-2003. Za "bezprecedensowe ujawnienie sprawy zagrożeń bezpieczeństwa Państwa" otrzymał w 2000 roku nagrodę im. Jacka Kalabińskiego przyznawaną przez Stowarzyszenie Dziennikarzy Polskich w kategorii "Za pierwszeństwo informacji". Za swoje publikacje odznaczony również srebrnym Medalem Za Zasługi dla Policji. Od połowy 2003 roku wiceprezes, a od 2012 prezes Centrum Monitoringu Mediów MEDIASKOP Sp. z o.o. - przedsiębiorstwa zajmującego się profesjonalnym monitoringiem mediów.